# زیردریایی کی-۴۳۱
زیردریایی کی-۴۳۱ (به انگلیسی: Soviet submarine K-431) یک زیردریایی بود که طول آن ۱۱۵٫۴ متر (۳۷۸ فوت ۷ اینچ) بود. این زیردریایی در سال ۱۹۶۴ ساخته شد.